# Lantchkhouti (municipalité)
La municipalité de Lantchkhouti (en géorgien : ლანჩხუთის მუნიციპალიტეტი) est un district de la région de Gourie en Géorgie, dont la principale ville est Lantchkhouti. Au recensement de 2014, il comptait 31 486 habitants.